# Дун-Лэаре
Дун-Лэа́ре, Дан-Лэ́ри (ирл. Dún Laoghaire / Dún Laoire [duːn ˈɫeːrʲə]; англ. Dunleary [dʌn ˈlɪəri, dun ˈlɪəri]) — пригород в графстве Дублин, Ирландия. Административный центр графства Дун-Лэаре-Ратдаун провинции Ленстер. Население — 23 857 человек (2006 г). 

По легенде, основан ирландским королём Лоэгайре. Расположен в 11 км к югу от Дублина, с которым соединён автобусным сообщением и железнодорожной линией DART. С 1821 по 1921 — Кингстаун. Является одним из крупных портов Ирландии, соединяет паромным сообщением Ирландию и Уэльс (порт Холихед). Также же в районе пригорода базируются четыре яхт-клуба и станция Королевского национального общества спасания на водах (англ. RNLI).